# Тібідабо
41°25′21″ пн. ш. 2°07′07″ сх. д. / 41.4225° пн. ш. 2.1186111111111° сх. д.
Тібідабо (кат. Tibidabo) — гора на території муніципалітету Барселона, Іспанія.
Тібідабо — частина гірського пасма Сьєрра-де-Кольсерола.
Висота над рівнем моря — 512 м, це найвища точка міста та всього хребта.
Назва гори походить з латинського варіанта Євангелія від Матвія (4:9) і означає «Тобі дам»:
 «…et dixit illi haec tibi omnia dabo si cadens adoraveris me».
Гора є популярною серед туристів, тому що має краєвид на Барселону. Поруч, на горі Піко-де-ла-Вілана, височить телевежа Кольсерола заввишки 288 м. Гора є кінцевим пунктом відомого туристичного маршруту «Трамвіа-Блау (1276 м) — Фунікулер Тібідабо (1130 м) — Тібідабо», що починається у центрі міста на 7-й лінії Барселонського метро.
На схилах гори розташований парк Тібідабо з оглядовою вежею та атракціонами. На вершині збудовано храм Святого Серця.